# جین لینچ
جین ماریه لینچ (انگلیسی: Jane Marie Lynch؛ زادهٔ ۱۴ ژوئیه ۱۹۶۰) بازیگر، کمدین و نویسنده آمریکایی است. او با ایفای نقش سو سیلوستر در مجموعهٔ تلویزیونی کمدی موزیکال گلی (۲۰۱۵–۲۰۰۹) به شهرت رسید که به موجب آن برنده یک جایزهٔ امی شده‌است. لینچ همچنین به دلیل همکاری با کریستوفر گست در فیلم‌های مستندنما بهترین در نمایش (۲۰۰۰)، باد سهمگین (۲۰۰۳) و محض اطلاع (۲۰۰۶) به شهرت رسید.
جین لینچ اولین نقش مهم تلویزیونی خود را در سریال دو مرد و نصفی (۲۰۱۴–۲۰۰۴) به دست آورد که برایش یک نامزدی جایزهٔ امی به همراه داشت. پس از آن در سریال‌های ذهن‌های جنایتکار (۲۰۰۹–۲۰۰۵)، بوستون لیگال (۲۰۰۸–۲۰۰۶)، گلی (۲۰۱۵–۲۰۰۹) و خانم میزل شگفت‌انگیز (۲۰۱۷–اکنون) حضور داشت که برای دو مورد آخر برنده و نامزد جوایز متعددی از قبیل امی و گلدن گلوب گردیده‌است. وی از سال ۲۰۱۳، مجری برنامه شب‌بازی هالیوود شده‌است که در سال ۲۰۱۵، برنده یک جایزهٔ امی بهترین مجری برنامه شد.
لینچ در فیلم‌های کمدی نظیر باکره چهل‌ساله (۲۰۰۵)، شب‌های تالادگا (۲۰۰۶)، الگوها (۲۰۰۸)، پل (۲۰۱۱) و سه کله‌پوک (۲۰۱۲) به ایفای نقش پرداخته‌است. وی همچنین به عنوان صداپیشه در فیلم‌های پویانمایی عصر یخبندان: ظهور دایناسورها (۲۰۰۹)، پرندگان بهشت (۲۰۱۰)، شرک برای همیشه (۲۰۱۰)، ریو (۲۰۱۱)، سفر به دهلی (۲۰۱۲)، رالف خرابکار (۲۰۱۲)، فرار از سیاره زمین (۲۰۱۳)، رالف اینترنت را خراب می‌کند (۲۰۱۸)، عروسک‌های زشت (۲۰۱۹)، ۱۰۰٪ گرگ (۲۰۲۰) و سریال‌های پویانمایی بابای آمریکایی! (۲۰۲۰–۲۰۰۷)، فینیس و فرب (۲۰۱۳–۲۰۱۱)، سیمپسون‌ها (۲۰۱۸–۲۰۱۱) و ته دنیا (۲۰۲۱–۲۰۱۹) حضور یافته‌است.
در سال ۲۰۱۳ لینچ ستاره‌ای در پیاده‌روی مشاهیر هالیوود دریافت کرد.

## فیلم‌شناسی

### فیلم
- برعکس (۱۹۸۸)
- فراری (۱۹۹۳)
- غریزه کشنده (۱۹۹۳)
- تلفات جانبی (۲۰۰۲)
- دور از خانه (۲۰۰۴)
- سرگذشت ناگوار، داستان‌های لمونی اسنیکت (۲۰۰۴)
- هوانورد (۲۰۰۴)
- باکره چهل‌ساله (۲۰۰۵)
- شب‌های تالادگا (۲۰۰۶)
- محض اطلاع (۲۰۰۶)
- چشم دلفین (۲۰۰۷)
- آلوین و سمورچه‌ها (۲۰۰۷)
- همر (۲۰۰۷)
- خیریه انسان رنجور (۲۰۰۷)
- میمون‌های فضایی (۲۰۰۸)
- راکر (۲۰۰۸)
- یک داستان سیندرلایی دیگر (۲۰۰۸)
- الگوها (۲۰۰۸)
- عصر یخبندان: آغاز دایناسورها (۲۰۰۹)
- جولی و جولیا (۲۰۰۹)
- پست گرید (۲۰۰۹)
- پرندگان بهشت (۲۰۱۰)
- شرک برای همیشه (۲۰۱۰)
- میمون‌های فضایی ۲: بازگشت زارتوگ (۲۰۱۰)
- ریو (۲۰۱۱)
- پائول (۲۰۱۱)
- سه کله‌پوک (۲۰۱۲)
- سفر به دهلی (۲۰۱۲)
- رالف خرابکار (۲۰۱۲)
- فرار از سیاره زمین (۲۰۱۲)
- لذت بعد از ظهر (۲۰۱۳)
- ای.سی.او.دی (۲۰۱۳)
- دیر شکوفا (۲۰۱۶)
- رالف اینترنت را خراب می‌کند (۲۰۱۸)
- عروسک‌های زشت (۲۰۱۹)
- ۱۰۰٪ گرگ (۲۰۲۰)

### تلویزیون
- فریژر (۱۹۹۶)
- دختران گیلمور (۲۰۰۰)
- پرونده‌های ایکس (۲۰۰۱)
- فامیلی گای (۲۰۰۱)
- مانک (۲۰۰۴)
- پرورش شکست‌خورده (۲۰۰۴)
- دوستان (۲۰۰۴)
- ورونیکا مارس (۲۰۰۴)
- دو مرد و نصفی (۲۰۱۴–۲۰۰۴)
- ویدز (۲۰۰۵)
- ذهن‌های جنایتکار (۲۰۲۰–۲۰۰۶)
- بوستون لیگال (۲۰۰۸–۲۰۰۶)
- بابای آمریکایی! (۲۰۲۰–۲۰۰۷)
- نام من ارل است (۲۰۰۸)
- گلی (۲۰۱۵–۲۰۰۹)
- فینیس و فرب (۲۰۱۳–۲۰۱۱)
- سیمپنسون‌ها (۲۰۱۸–۲۰۱۱)
- شب بازی هالیوود (۲۰۲۰–۲۰۱۳)
- ماجراهای گربه چکمه‌پوش (۲۰۱۷)
- تعقیب (۲۰۱۷)
- ویل و گریس (۲۰۱۷)
- خانم میزل شگفت‌انگیز (۲۰۱۷–اکنون)
- سه خرس ساده‌لوح (۲۰۱۸)
- خانه لاود (۲۰۱۹)
- آرتور (۲۰۱۹)
- ته دنیا (۲۰۲۱–۲۰۱۹)
- بابل گاپیز (۲۰۲۰)
- نیروی فضایی (۲۰۲۰)
- مرغ ربات (۲۰۲۱)
- فقط قتل‌های داخل ساختمان (۲۰۲۱–اکنون)

## جوایز و نامزدی‌ها
جوایز امی:
- نامزد جایزهٔ امی ساعات پربیننده بهترین بازیگر زن مهمان در مجموعه تلویزیونی کمدی برای دو مرد و نصفی، سال ۲۰۱۰
- برنده جایزهٔ امی ساعات پربیننده بهترین بازیگر نقش مکمل زن در مجموعه تلویزیونی کمدی برای گلی، سال ۲۰۱۰
- نامزد جایزهٔ امی ساعات پربیننده بهترین بازیگر نقش مکمل زن در مجموعه تلویزیونی کمدی برای گلی، سال ۲۰۱۱
- نامزد جایزهٔ امی ساعات پربیننده بهترین بازیگر نقش مکمل زن در مجموعه تلویزیونی کمدی برای گلی، سال ۲۰۱۳
- برنده جایزهٔ امی ساعات پربیننده بهترین مجری برنامه یا مسابقه واقع‌نما برای شب‌بازی هالیوود، سال ۲۰۱۵
- نامزد جایزهٔ امی ساعات پربیننده بهترین مجری برنامه یا مسابقه واقع‌نما برای شب‌بازی هالیوود، سال ۲۰۱۶
- نامزد جایزهٔ امی ساعات پربیننده بهترین مجری برنامه یا مسابقه واقع‌نما برای شب‌بازی هالیوود، سال ۲۰۱۸
- نامزد جایزهٔ امی ساعات پربیننده بهترین بازیگر زن مهمان در مجموعه تلویزیونی کمدی برای خانم میزل شگفت‌انگیز، سال ۲۰۱۸
- برنده جایزهٔ امی ساعات پربیننده بهترین بازیگر زن مهمان در مجموعه تلویزیونی کمدی برای خانم میزل شگفت‌انگیز، سال ۲۰۱۹

جوایز گلدن گلوب:
- نامزد جایزهٔ گلدن گلوب بهترین بازیگر نقش مکمل زن - سریال، مینی‌سریال یا فیلم تلویزیونی برای گلی، سال ۲۰۱۰
- برنده جایزهٔ گلدن گلوب بهترین بازیگر نقش مکمل زن - سریال، مینی‌سریال یا فیلم تلویزیونی برای گلی، سال ۲۰۱۱

جوایز انجمن بازیگران فیلم:
- برنده جایزهٔ انجمن بازیگران فیلم بهترین اجرای گروهی بازیگران در مجموعه تلویزیونی کمدی برای گلی، سال ۲۰۱۰
- نامزد جایزهٔ انجمن بازیگران فیلم بهترین بازیگر زن در مجموعه تلویزیونی کمدی برای گلی، سال ۲۰۱۱
- نامزد جایزهٔ انجمن بازیگران فیلم بهترین اجرای گروهی بازیگران در مجموعه تلویزیونی کمدی برای گلی، سال ۲۰۱۱
- نامزد جایزهٔ انجمن بازیگران فیلم بهترین اجرای گروهی بازیگران در مجموعه تلویزیونی کمدی برای گلی، سال ۲۰۱۳